# Великодедеркальська сільська територіальна громада
Великодедеркальська сільська громада — територіальна громада в Україні, у Кременецькому районі Тернопільської области. Адміністративний центр — с. Великі Дедеркали.
Площа громади — 165,0 км², населення — 6399 осіб (2020).
Утворена 14 вересня 2016 року шляхом об'єднання Великодедеркальської, Мізюринської, Радошівської, Садківської, Шкроботівської сільських рад Шумського району.
19 липня 2020 року, в результаті адміністративно-територіальної реформи та ліквідації ,Шумського району громада увійшла до складу новоутвореного Кременецького району.

## Населені пункти
У складі громади 13 сіл:
- Великі Дедеркали
- Великі Загайці
- Вовківці
- Гриньківці
- Малі Дедеркали
- Малі Загайці
- Матвіївці
- Мізюринці
- Радошівка
- Садки
- Темногайці
- Тури
- Шкроботівка